# Шурапала II
Шурапала II — правитель імперії Пала у північно-східній Індії.